# Бокс (Оклахома)
Бокс (англ. Box) — переписна місцевість (CDP) в США, в окрузі Секвоя штату Оклахома. Населення — 153 особи (2020).

## Географія
Бокс розташований за координатами 35°34′12″ пн. ш. 94°58′22″ зх. д. / 35.57000° пн. ш. 94.97278° зх. д. (35.570023, -94.972753).  За даними Бюро перепису населення США в 2010 році переписна місцевість мала площу 8,56 км², з яких 8,52 км² — суходіл та 0,04 км² — водойми.

## Демографія
Згідно з переписом 2010 року, у переписній місцевості мешкали 224 особи в 85 домогосподарствах у складі 60 родин. Густота населення становила 26 осіб/км².  Було 91 помешкання (11/км²).
Расовий склад населення:
| - 50,0 % — білих - 37,1 % — корінних американців - 3,6 % — азіатів |

До двох чи більше рас належало 8,9 %. Частка іспаномовних становила 2,2 % від усіх жителів.
За віковим діапазоном населення розподілялося таким чином: 24,1 % — особи молодші 18 років, 57,1 % — особи у віці 18—64 років, 18,8 % — особи у віці 65 років та старші. Медіана віку мешканця становила 44,8 року. На 100 осіб жіночої статі у переписній місцевості припадало 85,1 чоловіків;  на 100 жінок у віці від 18 років та старших — 86,8 чоловіків також старших 18 років.
Середній дохід на одне домашнє господарство  становив 57 511 долар США (медіана — 57 778), а середній дохід на одну сім'ю — 66 459 доларів (медіана — 59 167). 
Цивільне працевлаштоване населення становило 91 осіб. Основні галузі зайнятості: освіта, охорона здоров'я та соціальна допомога — 62,6 %, виробництво — 18,7 %, мистецтво, розваги та відпочинок — 9,9 %, сільське господарство, лісництво, риболовля — 8,8 %.